# Winger Live
Winger Live ist der Titel eines 2007 veröffentlichten Albums und einer DVD der US-amerikanischen Rockband Winger.

## Hintergrund
CD-Album und DVD geben den am 3. März 2007 aufgenommenen Auftritt der Band im Galaxy Concert Theatre in Santa Ana wieder. Regisseur der Filmaufnahmen war Jack Edward Sawyers. Das Konzert wurde ohne Unterbrechung gefilmt und mit 10 Kameras aufgezeichnet. Die Tonspur wurde für die CD-Veröffentlichung genutzt. Die DVD bot zusätzlich zur Doppel-CD Ausschnitte vom Soundcheck der Band und eine Fotogalerie.

## Titelliste
| Nr.          | Titel                                                   | Autor(en)    | Länge |
| ------------ | ------------------------------------------------------- | ------------ | ----- |
| 1.           | Blind Revolution Mad                                    |              | 4:01  |
| 2.           | Loosen Up                                               |              | 3:42  |
| 3.           | Easy Come Easy Go                                       |              | 3:42  |
| 4.           | Your Great Escape                                       |              | 4:02  |
| 5.           | Down Incognito                                          |              | 5:19  |
| 6.           | Rainbow in the Rose                                     |              | 5:29  |
| 7.           | Generica                                                |              | 7:58  |
| 8.           | Junkyard Dog (Tears on Stone)                           |              | 4:11  |
| 9.           | Right Up Ahead                                          |              | 4:56  |
| 10.          | Reb’s Guitar solo                                       |              | 4:13  |
| 11.          | You Are the Saint, I am the Sinner                      |              | 5:08  |
| 12.          | Rod’s Drum Solo                                         |              | 6:56  |
| 13.          | Headed for a Heartbreak                                 |              | 6:22  |
| 14.          | Can’t Get Enuff                                         |              | 4:33  |
| 15.          | Seventeen                                               |              | 7:34  |
| 16.          | Who’s the One                                           |              | 5:19  |
| 17.          | Miles Away                                              |              | 4:33  |
| 18.          | Hungry (nur auf der DVD enthalten)                      |              |       |
| 19.          | Madalaine                                               |              | 5:32  |
| 20.          | Blue Suede Shoes (Bonustrack, nur auf der CD enthalten) | Carl Perkins | 3:26  |
| Gesamtlänge: | Gesamtlänge:                                            | Gesamtlänge: | 97:00 |

## Rezeption
Jenny Rönnebeck bilanzierte für Rock Hard, nach fast 20 Jahren „sei es nun höchste Zeit für das erste Doppel-Livealbum und die erste DVD“ Das album zeige „dank der tollen Besetzung, bei der besonders Gitarrist Reb Beach“ begeistere, eine „klasse Show, die mit Hits wie Easy Come, Easy Go und Miles Away, aber auch mit neuerem Material des letzten Albums“ auftrumpfe. Es hätte allerdings „ein wenig druckvoller produziert“ werden können. Das Album wie auch die DVD machten Spaß.
Matthias Mineur schrieb in einer Rezension zur DVD in Metal Hammer, die bei dem Konzert in den ersten Reihen stehenden Frauen hätten „raubeinigen Hardrock über sich ergehen lassen“ müssen. Die Band rocke sich „durch eine Auswahl ihrer wichtigsten Stücke“, präsentiere „Down Incognito und Easy Come, Easy Go in modernisierter Fassung“ und verdeutliche, dass sie „auf der Bühne noch deutlich lebendiger“ wirke als auf ihren Studioscheiben.
Für cdstarts.de schrieb Anton Tsuji, über die Tracklist lasse „sich wirklich nicht meckern.“ Besonders Reb Beach beweise mit seiner Performance, dass er „es einfach drauf“ habe. Erfreulich sei, dass „das Haarspray nicht nur aus den Frisuren der Bandmitglieder, sondern auch aus den Arrangements gewichen“ sei. Die Songs wirkten „um einiges roher und damit frischer als ihre Pendants auf den alten Alben.“